# زرياب

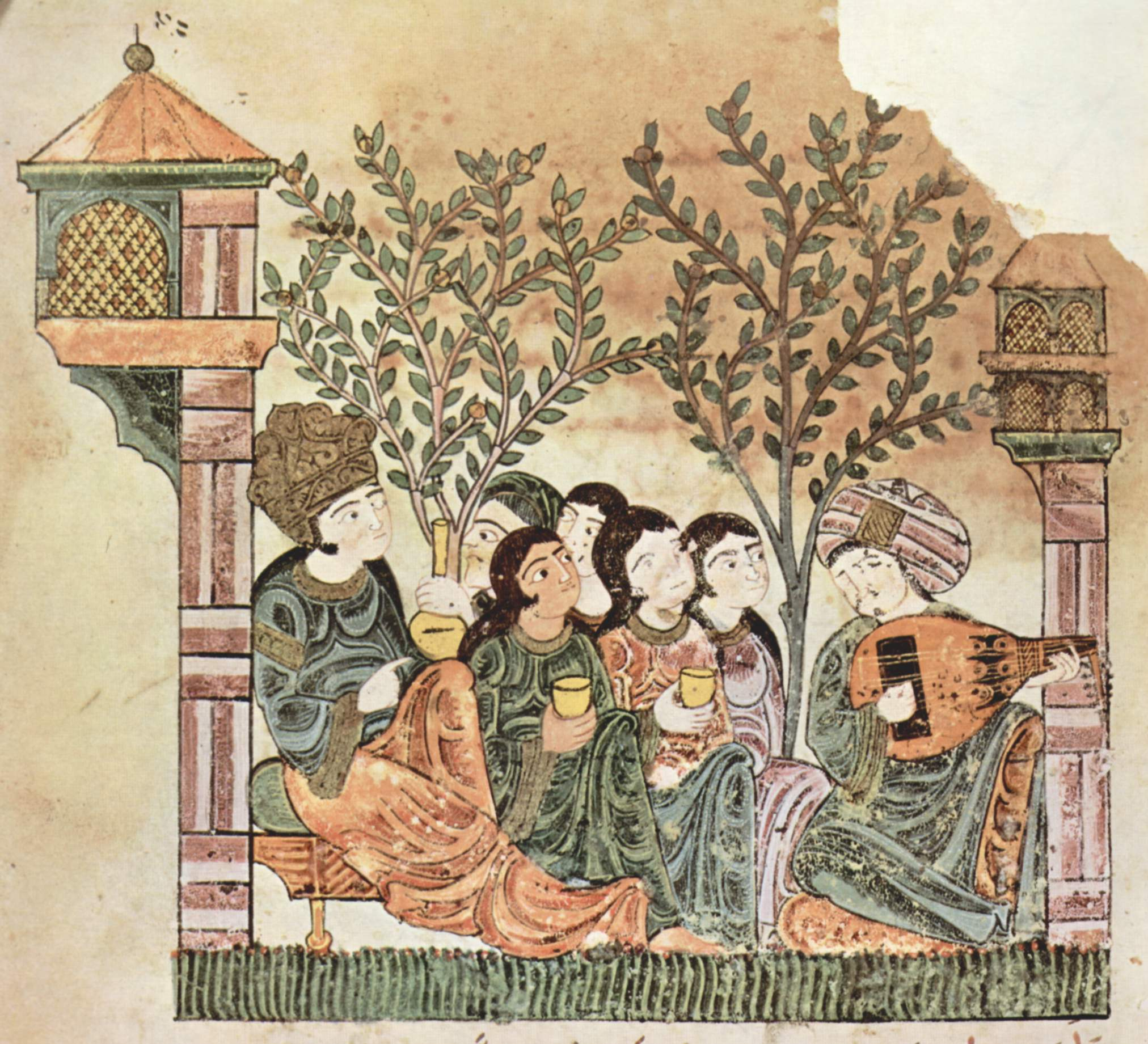
حديث بياض ورياض، من القرن الثالث عشر

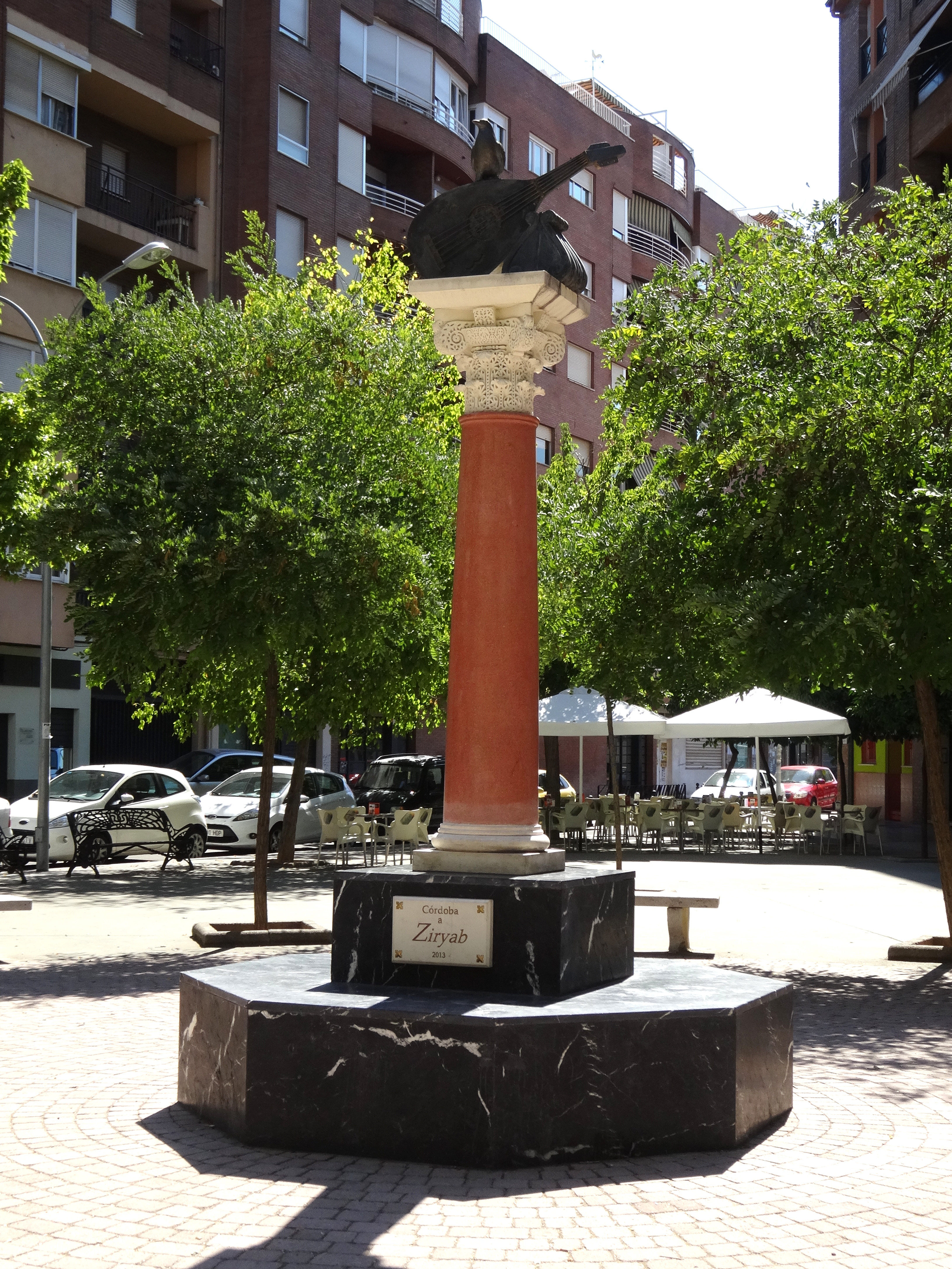
نصب تذكاري لزرياب في قرطبة بإسبانيا.

زِرْيَابُ (789 - 857 م / 173 - 243 هـ) هو أَبُو اَلْحَسَنِ عَلِيُّ بْنُ نَافِعٍ اَلْمَوصِلِيُّ، موسيقيٌّ، مطرب، عَذْب الصوت، مِن بلاد الرافدين، من العصر العباسي (عاصر الخليفة العباسي هارون الرَّشيد). كانت له إسهامات كبيرةٌ كثيرةٌ بارزة في الموسيقى العربية والشرقية. لُقِّب بـزرياب لعذوبة صوته وفصاحة لسانه ولون بشرته القاتم الداكن، وهو اسم طائر أسود اللون عذب الصوت يعرف بالشُّحرور. عبقري الموسيقى، متعدد المواهب، وهو مبتكر فن الذوق العام المُسَمَّىٰ اليوم بـ “الإتيكيت”، الذي مثل حَلْقة وصل مهمة في نقل مظاهر الحضارة الإسلامية والشرقية إلى الأندلس، ومنها إلى أوروبا والعالمِ أجمع.

## نشأته
مع أن أغلب المصادر لم تذكر تاريخًا محددًا لميلاد زِريابَ، فإنَّ الراجح أنه وُلد سنةَ 777 م، في المَوصِل، ونشأ في بَغداد، وكان تلميذاً لإسحاقَ المَوصِليِّ سرًّا إلى أن أتقن فن الغناء، وفي يومٍ طلب الخليفة هارون الرشيد من إسحاق الموصلي أن يأتيَ معه بمغن جديد يجيد الغناء، فأحضر إسحاقُ زِريابَ فاستأذن من الخليفة بأن يغني فأذِنَ له:
يا أيها الملك الميمون طائره … هارون راح إليك الناس وابتكروا
إلى أن أكمل نوبته، فطار الرشيد فرحا وتعجب منه كثيرا وطلب من أستاذه إسحاق أن يعتز به، إلا أن إسحاق داخله الحسد والحقد فهدد زرياب وخيّره إما أن يخرج من بغداد أو أن يغتاله، فرجح زرياب الخروج من بغداد فخرج وتوجه إلى بلاد الشام ثم إلى شمال إفريقيا وأقام ردحاً من الزمن في بلاط بني الأغلب في القيروان إلى أن قرر التوجه إلى الأندلس. فكتب إلى أمير قرطبة أبو العاص الحكم بن هشام الأموي، المعروف بالحكم الربضي، يعرض عليه خدماته، فوافق الأمير على الفور. وحين وصل زرياب إلى الأندلس كان الحكم بن هشام قد توفي ووجد خليفتهم عبد الرحمن الثاني، وبعد أن دخل بلاط الخليفة وأصبح من حاشيته غنى بحضرته وما أن سمعه الخليفة حتى شغف به وقرّبه إليه وأصبح نديمه ومن أقرب الناس إليه. عرض عليه الخليفة قصراً وراتباً شهرياً قدره مائتا دينار، وتقول بعض المصادر أنه قدم له كل هذه الأعطيات وأعطيات أخرى حتى قبل أن يسمعه يغني. وسرعان ما غدا زرياب شخصاً معروفا في قصر الخليفة ثم اشتهر في الأندلس وتمركز بها وقد لقب زرياب بالقرطبي إذ بدأ نشاطه في مدينة قرطبة فأسس دار المدنيات للغناء وللموسيقى يضم أبنائه الثمانية وابنتيه إضافة إلى عدد آخر من المغنين وتعتبر هذه أول مدرسة أسست لتعليم علم الموسيقى والغناء وأساليبها وقواعدها.

## أعماله وتأثيره
قام الموسيقار والمطرب زرياب بنقل الكثير من الأشياء إلى الأندلس غير الغناء والموسيقى.. فهو الذي نقل أجمل ما في بغداد إلى قرطبة ومنها إلى الأندلس. وهو وحده الذي نقل أحسن الأقمشة وأزهى الألوان من بيوت الخلفاء إلى بيوت النبلاء. ولم يكن أثر زرياب مقصوراً على تطوير الموسيقى والغناء بالأندلس، وتجديده فيهما، وسحر أهلها بحسن صوته وجمال أدائه وإعجاز فنه، وتبحره فيه، حتى قيل أن ما حفظه منه تجاوز الألوف من الألحان والأغاني. بل لقد فتن الناس فوق هذا كله بآدابه وسعة ثقافته وتنوع معرفته. وكان عالماً بالنجوم. وتقويم البلدان وطبائعها ومناخها، وتشعب بحارها، وتصنيف شعوبها.
وكتب تاريخ الأندلس تعطي من صفحاتها مساحات كبيرة للرجل الأسطورة زرياب وتنسب إليه أنه ارتقى بالذوق العام في الأندلس.. دون الرجال والنساء.. ووصفوه بأنه الرجل الأنيق في كلامه وطعامه. وكيف كان يلفت الأنظار إلى طريقته في الكلام والجلوس إلى المائدة أيضا. وكيف يأكل على مهل ويمضغ ويتحدث ويشرب بأناقة. وكان يكره مثل هذه الكلمات: يحب الشراب، ويلتهم الطعام، ويحشر اللحم والأرز في جانب من الفم، وكان يضع على مائدته الكثير من المناديل، هذه لليدين وهذا للشفتين وهذا للجبهة وهذا للعنق، وهو أول من لفت أنظار النساء إلى أن مناديل المرأة يجب أن تكون مختلفة اللون والحجم وأن تكون معطرة أيضا.
أدخل زرياب إلى أوروبا وجبات الطعام الثلاثية الأطباق: تبدأ بالحساء (الشوربة)، ثم يتبعها الطبق الرئيسي، إما من اللحم، أو السمك، أو الطيور، ثم تختتم بالفواكه والمكسرات، وأسس أول معهد للموسيقى في العالم في مدينة قرطبة. وكان له ذوقه الخاص في تنسيق الموائد وتنظيمها واتخاذ الأكواب من الزجاج الرقيق بدلاً من المعادن، واصطناع الأصص للأزهار من الذهب والفضة. وقد استحسن الناس ذوقه حتى في الأطعمة، فدلٌهم على صنوف محببة منها لم تكن الأندلس تدري شيئا عنها كالنوع المسمى على حد تعبيرهم (النقايا) وهو مصطنع بماء الكزبرى محلى بالسنبوسق (نوع من المعجنات المحشوة باللوز والفستق والسكر (يشبه القطائف). وهو أول من أدخل إلى المطعم الإسباني طعام (الهليون) وهي بقلة لم يكن أهل الأندلس يعرفونها قبله، وقد سموها بلسانهم (الاسفراج). ومن تلك الأطعمة ما صار إلى آخر أيام أهل الأندلس منسوباً إليه، معروفاً به. وإلى الآن ينسب نوع من الحلوى إليه في الشرق يسمونه (زلابيه) وهو تحريف عن (زريابيه). وقد اشتهر عنه إقامة الولائم الفخمة وتنسيقها وترتيبها وكان ذلك كله النواة الأولى في فخامة قصور ملوك الأندلس وبيوت الأغنياء وأناقتهم. وفي الزي والتصميم تخير زرياب البساطة والتناسق والرشاقة، وأدخل الشطرنج إلى الأندلس ومنها إلى أوروبا، و (الشاه مات) بالعربية ما زالت مستخدمة في أوروبا والعالم إلى اليوم (Shahmat).
يعتبر زرياب هو السبب في اختراع الموشح لأنه عمم طريقة الغناء على أصول النوبة، وكانت هذه الطريقة هي السبب في اختراع الموشح. وقد أدخل زرياب على فن الغناء والموسيقى في الأندلس تحسينات كثيرة، وأهم هذه التحسينات:
1. جعل أوتار العود خمسة مع العلم أنها كانت أربعة أوتار.
2. أدخل على الموسيقى مقامات كثيرة لم تكن معروفة قبله.
3. جعل مضراب العود من ريش النسر بدلاً من الخشب.
4. افتتاح الغناء بالنشيد قبل البدء بالنقر، كما أنه أول من وضع قواعد لتعليم الغناء للمبتدئين وأهمها هي:

- يتعلم المبتدئ ميزان الشعر ويقرأ الأشعار على نقر الدف ليتعلم الميزان الغنائي.
- يعطى اللحن للمبتدئ ساذجا خاليا من كل زخرفة.
- يتعلم المبتدئ الزخرفة والتغني في الألحان مع الضروب بعد تعلمه الميزان والضرب واللحن. وقد وضع أسسا وقواعد لفحص المبتدئين قبل قبولهم

وهي أن يجلس المبتدئ في مكان عال ثم يوعز إليه بأن يصبح بجواب صوته ثم ينزل تدريجيا إلى قراره، وبهذه الطريقة كان يعرف مدى صوته وحلاوته.
وقد نقل زرياب من بغداد إلى الأندلس طريقتين في الغناء والموسيقى هما:
- طريقة الغناء على أصول النوبة.
- طريقة تطبيق الإيقاع الغنائي مع الإيقاع الشعري.

### زيادته للعود وترا
زاد زرياب بالأندلس في أوتار عوده وتراً خامساً اختراعاً منه، مع صديقه بن نعيمة حيث إذ لم يزل العودُ بأربعة أوتار على الصنعة القديمة، فزاد عليها وتراً آخر متوسطاً، فاكتسب به عوده ألطَفَ معنى وأكمل فائدة. وهو الذي اخترع بالأندلس مضراب العود من قوادم النسر، بدلاً من مرهف الخشب. وأبدع زرياب في تنسيق الألحان، حتى توهّم أن الجن هي التي تعلّمه؛ ولا عجب فقد ورث هذا الشعور من أستاذه إسحاق الموصلي الذي ورثه عن أبيه إبراهيم الموصلي وعن عمه أبي لمامه.

### تخريج المغنّين
اختار تلاميذه الموهوبين ولقنهم الغناء بطرق فنية، تختلف كل فئة منهم عن غيرها تبعاً لاختلاف طبيعة أصوات أفرادها. فكان إذا بدأ الإلقاء على تلميذ لتعليم الغناء أمره بالقعود على الوساد المدور المعروف بالمِسْوره (متكأ كالمنبر) وأن يشد صوته جداً إذا كان قوي الصوت. فإن كان أقل قوة، أمره أن يشد على بطنه عمامة فإن ذلك مما يقوي الصوت ولا يجد متسعاً في الجوف عند الخروج على الفم. فإن كان ألص الأضراس (المتقارب الأضراس) لا يقدر على أن يفتح فاه، أو كانت عادته زم أسنانه عند النطق، راضه بأن يدخل في فيه قطعة خشب عرضها ثلاث أصابع يبيتها في فمه ليالي حتى ينفرج فكاه. ومن هنا أخذ الغناء الأوبرالي يشق طريقه وفي هذا إشارة مباشرة لمساهمة زرياب.
وإلى زرياب يرجع الفضل في تعليم الجواري الغناء في عصره والعزف على العود، ومن هؤلاء غزلان وهنيدة، ومنهن منفعة التي اشتهرت بفرط جمالها، وقد أعجب بها (عبد الرحمن)، فأهداها زرياب إليه، فحظيت عنده.
ثم ابتنى الخليفة في قرطبة داراً خاصة أسماها دار المدنيات فكانت أول معهد للموسيقى في الأندلس، عميده زرياب وقد اتخذ من أبنائه وبناته وجواريه أساتذة لمساعدته على تطور فن هؤلاء المدنيات بما يحقق نهضة جديدة تناسب حياة الأندلس. وكان المنهاج الدراسي لهذا المعهد يشمل تعليم مختلف أنواع العزف، والغناء، والتلحين، والشعر بسائر عروضه، والرقص –وكان الإقبال عليه عظيما– يقصده الطلاب من كل فج، العرب وغير العرب، من الأندلس وخارجها. مما كان ذا أثر عظيم بالنهوض بفنون الموسيقى والشعر في تلك البلاد التي امتد الكثير من فنها إلى أوروبا.
وصفوة القول أن زرياب لم ينقل إلى المجتمع الأندلسي فنون الموسيقى وضروب الغناء فقط، وإنما نقل إليه أوجه الحياة الحضارية التي كان المشارقة ينعمون بها، فكان بذلك من أهم عوامل التواصل بين مشرق العالم الإسلامي ومغربه في ذلك العصر.

## وفاته
توفي في قرطبة سنة 243هـ الموافق 857م.